# Большая четвёрка чилийской поэзии
Большая четвёрка чилийской поэзии (исп. Los cuatro grandes de la poesía chilena) — титул, закрепившийся за писавшими в XX веке поэтами из Чили: Габриэлой Мистраль, Пабло Нерудой, Висенте Уидобро и Пабло де Рока.

## История
В 1962 году чилийский критик Эрнан Диас Арриета, писавший под псевдонимом Алоне (исп. Alone) издал книгу «Большая четвёрка чилийской литературы» (исп. Los Cuatro Grandes De La Literatura Chilena), которую посвятил исследованию творчества Мистраль, Неруды, Уидобро и де Рока. Использованный им титул запомнился, и впоследствии разные критики называли этих писателей большой четвёркой чилийской поэзии.
При этом у других чилийских критиков также распространённым стало называть большой четвёркой чилийской поэзии Неруду, Никанора Парра, Уидобро и Мистраль. Поэт и эссеист Роберто Боланьо в одной из своих речей отметил, что при этом всегда в эти списки входят именно эти пять поэтов, и предположил, что логичнее было бы называть не большую четвёрку, а большую пятёрку поэтов. Также он обратил внимание на юмористическое стихотворение Никанора Парра, посвящённое этому титулу:

В большой четвёрке поэтов Чили

трое:

Алонсо де Эрсилья и Рубен Дарио.
Оригинальный текст (исп.)Los cuatro grandes poetas de Chile
Son tres
Alonso de Ercilla y Rubén Darío.

Боланьо отмечает, что, помимо игры с числом поэтов, ирония стихотворения также заключается в том, что приведённые в стихотворении чилийские поэты — не совсем чилийские: Эрсилья был испанским солдатом, сражавшимся в колониальных войнах против арауканов, а Дарио родился и умер в Никарагуа.
- Большая четвёрка чилийской поэзии
- Габриэла Мистраль
- Пабло Неруда
- Пабло де Рока
- Висенте Уидобро
- Никанор Парра